# Villám Charlie
A Villám Charlie (eredeti cím: Fast Charlie) 2023-ban bemutatott amerikai akcióthriller, amelyet Phillip Noyce rendezett és Richard Wenk írt, Victor Gischler 2001-es Gun Monkeys című regénye alapján. A főbb szerepekben Pierce Brosnan, James Caan (utolsó filmszerepében) és Morena Baccarin látható.
Világpremierje a 2023-as Mill Valley-i Filmfesztiválon volt 2023. október 7-én. 2023. december 8-án mutatták be a mozikban és a Video on Demand kínálatában. Magyarországon 2024. január 25-én jelent meg a Vertigo Média Kft. forgalmazásában.

## Cselekmény
Charlie Swift húsz éven át egy Stan nevű maffiafőnök megbízottja és bérgyilkosa volt. Miután egy rivális főnök merényletet követ el Stan és csapata ellen, Charlie marad az egyedüli túlélő. Charlie elhatározza, hogy megbosszulja barátját, és összeáll az általa megölt maffiózó volt feleségével, Marcie-val.

## Szereplők
| Szerep        | Színész                  | Magyar hang       |
| ------------- | ------------------------ | ----------------- |
| Charlie Swift | Pierce Brosnan           | Kautzky Armand    |
| Marcie Kramer | Morena Baccarin          | Németh Borbála    |
| Stan Mullen   | James Caan               | Barbinek Péter    |
| Koldus        | Gbenga Akinnagbe         | Papp Dániel       |
| Lloyd Mercury | Christopher Matthew Cook | Hegedüs Miklós    |
| Milt          | David Chattam            | Papucsek Vilmos   |
| Benny         | Toby Huss                | Forgács Gábor     |
| Sal           | Fredric Lehne            | Tarján Péter      |
| Mavis         | Sharon Gless             | Rátonyi Hajni     |
| Penge         | Brennan Keel Cook        | Molnár Levente    |
| Celine        | Susan Gallagher          | Farkasinszky Edit |
| Giselle       | Lindsey G. Smith         | Vámos Mónika      |
| Ronnie        | David Kallaway           | Orbán Gábor       |
| Goat          | Stephen Louis Grush      | Sörös Miklós      |
| Stone Cold    | Jared Bankens            | Fehérváry Márton  |
| Paulie        | Jacob Grodnik            | Weigert Viktor    |

### Magyar változat
- Főcím: Galambos Péter
- Magyar szöveg: Vajda Evelin
- Hangmérnök: Halas Péter
- Vágó: Wünsch Attila
- Gyártásvezető: Vigvári Ágnes
- Szinkronrendező: Szalay Csongor
- Produkciós vezető: Jávor Barbara

A szinkront a Direct Dub Studios készítette el.

## A film készítése
2009 júniusában Victor Gischler 2001-es Gun Monkeys című regényének filmes adaptációjára is lehetőség nyílt, a forgatókönyvet Lee Goldberg írta, a rendező pedig Kitamura Rjúhei. 2018-ban Dan Grodnik producer felfedezte a projektet, megszerezte az alapjául szolgáló jogokat, és felkérte Phillip Noyce-t a rendezésre (Noyce 1989-ben a Rutger Hauer főszereplésével készült Vak végzetet rendezte).
Kevin Costner és Bryan Cranston is érdeklődött a főszereplés iránt, de a film csak Pierce Brosnan szerződtetésével készült el. 2022 márciusában James Caan és Morena Baccarin csatlakozott a szereplőgárdához.
A forgatás 2022 áprilisában kezdődött New Orleansban.
A Villám Charlie volt Caan utolsó filmje, aki 2022. július 6-án hunyt el. Ugyanebben a hónapban Brosnan fotókat posztolt Caanról a film forgatásán.

## Bemutató
Premierje 2023. október 7-én volt a 2023-as Mill Valley-i Filmfesztiválon, a Vertical Entertainment pedig 2023. december 8-án mutatta be a kiválasztott mozikban és a Video on Demand kínálatában.